# Coprocessore matematico

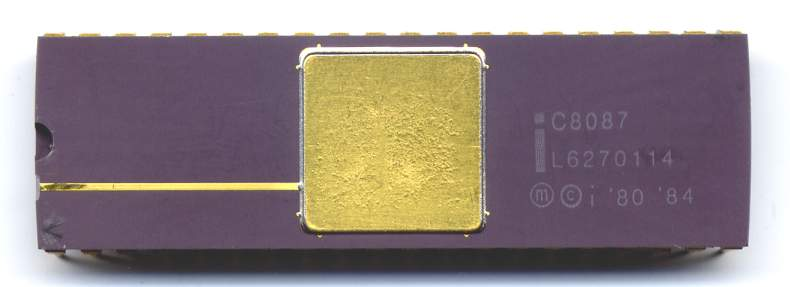
L'Intel 8087, il primo coprocessore matematico prodotto per la serie x86.

Il coprocessore matematico è una tipologia di coprocessore che si contraddistingue per essere specializzato nell'esecuzione di calcoli matematici. Esso lavora al fianco del processore principale (la CPU) sostituendosi ad esso quando questo incontra delle specifiche istruzioni all'interno del codice. A differenza della CPU, che opera processando numeri interi, il coprocessore matematico viene utilizzato per eseguire i calcoli in virgola mobile (numeri con una parte decimale) e per questo viene anche detto unità di calcolo in virgola mobile, o FPU (Floating-Point Unit).
I coprocessori matematici furono inizialmente proposti come componenti separati (come l'Intel 8087) per tenere contenuto il costo di un computer e permetterne l'acquisto solo agli utenti che ne avessero avuto reale bisogno: ad esempio, una macchina che veniva acquistata per compiti di elaborazione di testo non aveva bisogno di essere dotata di un coprocessore matematico, mentre su una destinata all'utilizzo di programmi CAD era un acquisto consigliato, in quanto il coprocessore poteva accelerare di diverse volte la velocità di elaborazione dei calcoli. In seguito furono immesse in commercio CPU che integravano già una FPU (come l'i486DX) ottimizzando le prestazioni grazie alla presenza delle due unità elaborative all'interno dello stesso chip. Oggi tutti i moderni processori integrano il coprocessore matematico al loro interno.
Di seguito è riportata una lista di coprocessori matematici.

## Coprocessori matematici per CPU x86
- Intel 8087
- Intel 80287
- Intel 80287XL
- Intel 80387
- IIT 2C87
- IIT 3C87
- IIT 4C87DLC
- Cyrix 82S87 (serie FasMath)
- Cyrix 83S87 (serie FasMath)
- Cyrix 83D87 (serie FasMath)
- Cyrix EMC87
- Weitek 1167
- Weitek 3167
- Weitek 4167
- ULSI US83C87
- ULSI US83S87
- AMD 80C287
- AMD 9511
- Chip and Technologies 38700DX

## Coprocessori matematici per CPU Motorola 68k
- Motorola 68881
- Motorola 68882